# George Herbert Villiers, 6. hrabě z Clarendonu
George Herbert Hyde Villiers, 6. hrabě z Clarendonu (George Herbert Hyde Villiers, 6th Earl of Clarendon, 6th Baron Hyde of Hindon) (7. června 1877 – 13. prosince 1955) byl britský politik a koloniální administrátor. Po službě v armádě vstoupil jako dědic hraběcího titulu do Sněmovny lordů, kde se později věnoval problematice kolonií. V letech 1931–1937 byl generálním guvernérem v Jižní Africe, později zastával hodnost nejvyššího komořího (Lord Chamberlain of the Household, 1938–1952). Po nástupu Alžběty II. odešel do soukromí.

## Životopis

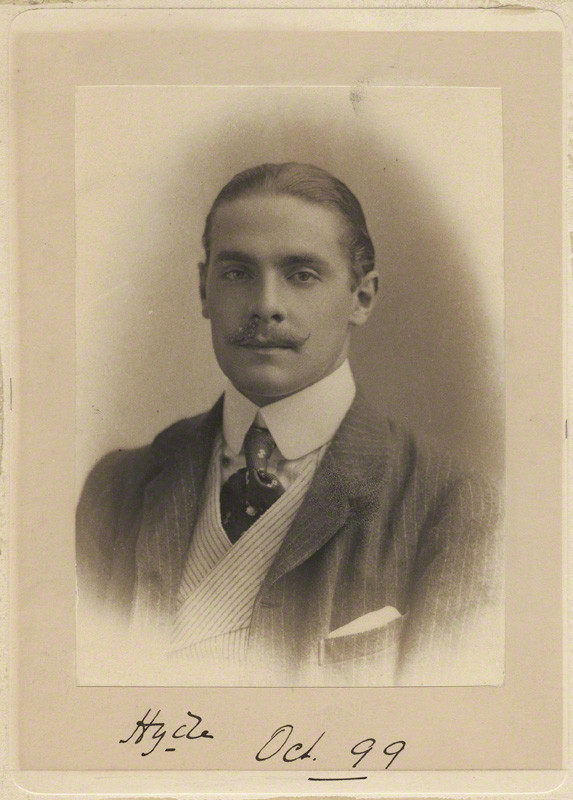
Fotografie z roku 1899 (sbírky Národní portrétní galerie v Londýně)

Pocházel ze staré šlechtické rodiny Villiersů, narodil se jako jediný syn lorda nejvyššího komořího Edwarda Villierse, 5. hraběte z Clarendonu (1846–1914), po matce pocházel z rodu hrabat z Normantonu. Po otci byl také vnukem trojnásobného britského ministra zahraničí 4. hraběte z Clarendonu. Studoval v Etonu a poté sloužil v armádě, v letech 1902–1905 byl pobočníkem irského místokrále hraběte Dudleye, ve vojsku dosáhl hodnosti podplukovníka. V roce 1914 po otci zdědil rodové tituly a vstoupil do Sněmovny lordů (do té doby byl znám jako Lord Hyde). V konzervativních vládách v letech 1922–1925 zastával podružnou funkci velitele královské gardy (Captain of the Gentlemen-at-Arms), v tomto úřadu byl zároveň mluvčím Konzervativní strany v Horní sněmovně. V letech 1925–1927 byl státním podsekretářem na nově zřízeném ministerstvu pro dominia, poté zastával funkci předsedy správní rady BBC (1927–1930), v letech 1928–1930 byl zároveň členem vládní komise pro dopravu.

Erb 6. hraběte z Clarendonu s dekorací Podvazkového řádu

V letech 1931–1937 byl generálním guvernérem v Jižní Africe, v roce 1931 byl zároveň jmenován členem Tajné rady. V Jihoafrické unii se věnoval především podpoře školství a jeho jméno nese několik vzdělávacích institucí, získal také čestný doktorát na univerzitě v Johannesburgu. Proslul též jako propagátor skautingu. Po návratu z Afriky byl jmenován rytířem Podvazkového řádu (1937) a v letech 1938–1952 byl lordem nejvyšším komořím Spojeného království. Během své kariéry obdržel také velkokříž Řádu sv. Michala a sv. Jiří (1930) a velkokříž Viktoriina řádu (1939). V letech 1938–1952 byl zároveň kancléřem Viktoriina řádu. Několik vyznamenání získal také v zahraničí, byl nositelem velkokříže francouzského Řádu čestné legie, velkokříže norského Řádu sv. Olafa a dánského Danebrožského řádu. Dlouhodobě zastával také úřad zástupce místodržitele a smírčího soudce v hrabství Hertfordshire, kde rodina vlastnila statky. Hlavní sídlo The Grove (Hertfordshire) postavené v 18. století z iniciativy 1. hraběte z Clarendonu bylo prodáno v roce 1923.
Jeho manželkou byla od roku 1905 Adeline Cocks (1886–1963), z jejich manželství pocházely tři děti. Nejstarší syn George Villiers, lord Hyde (1906–1935), tragicky zahynul v jižní Africe a dědicem hraběcího titulu se stal vnuk George Frederick Villiers, 7. hrabě z Clarendonu (1933-2009).